# Daniel Olivares
Daniel Federico Olivares Cortés (Lima, 7 de junio de 1981) es un comunicador y político peruano. Fue congresista de la república durante el periodo 2020-2021.

## Biografía
Nació en Lima en 1981. Realizó sus estudios escolares en el Colegio Inmaculado Corazón y en el Colegio Santa María Marianistas de la ciudad de Lima. 
Estudió Derecho en la Universidad de Lima, en la cual obtuvo el grado de Bachiller en Derecho en 2009.

## Vida política
Fue uno de los fundadores del Partido Descentralista Fuerza Social que llevó a Susana Villarán a la alcaldía de la ciudad de Lima en las elecciones municipales del año 2010. En la gestión de Villarán, se desempeñó como Asesor de Comunicaciones del Municipio.
En 2012 fundó la agencia de publicidad Copiloto SAC, la cual lideró hasta agosto de 2016. Se mantuvo como propietario hasta 2020.[cita requerida]
Se ha desempeñado como consultor en comunicaciones para el Ministerio de Trabajo y Promoción del Empleo del Perú en 2013,.
En 2016 comenzó a trabajar en la Presidencia del Consejo de Ministros como asesor del premier Fernando Zavala y luego fue secretario de Comunicación Social del 1 de agosto al 29 de diciembre de 2017 bajo las gestiones de Zavala y Mercedes Aráoz. En octubre de 2017 fue designado como miembro del Directorio de Editora Perú (El Peruano) representando al Ministerio de Economía y Finanzas, cargo al que renunció en diciembre de 2017.

### Congresista
En las elecciones parlamentarias extraordinarias del 2020 fue elegido como congresista de la república por el Partido Morado por Lima Metropolitana.
El 19 de noviembre de 2020 se convirtió en portavoz del Partido Morado tras la asunción del predecesor vocero, Francisco Sagasti como presidente del Perú.
Participó en las marchas de noviembre de 2020 en oposición al gobierno de Manuel Merino y estuvo apoyando a la población en las masivas marchas en la calle; luego de renuncia de Manuel Merino, hubo elecciones en el congreso para elegir al presidente del congreso quien sería el próximo presidente del Perú, en estas elecciones ganó la lista encabezada por Francisco Sagasti quien tomó la responsabilidad de dirigir el país, el Partido Morado fue la única bancada que votó en contra de la vacancia de Vizcarra, sosteniendo que faltan solo 8 meses para acabar su mandato, y que luego debería ser juzgado por las autoridades peruanas correspondientes. Cuando fue congresista se aprobó la ley de paridad para municipios y regionales, ley "G" para medicamentes genéricos y la ley del libro, además de fiscalizar labores de la ATU  y SUNEDU. 
Declaró en un video ser un “consumidor de marihuana toda la vida” y haberla consumido con su familia, hecho que él mismo había declarado anteriormente.